# Església del Sagrat Cor de Vistabella
L'església del Sagrat Cor és una església modernista del nucli de Vistabella al terme municipal de la Secuita, al Tarragonès. Està adscrita a l'Arquebisbat de Tarragona. Està ubicada en la plaça conformada per la confluència del carrer Major i carrer Joan XXIII.
Va ser declarada Bé Cultural d'Interès Nacional per acord del govern publicat al DOGC el 10-03-2011. També es va delimitar un entorn de protecció per garantir la correcta visualització del monument.

## Història
L'església del Sagrat Cor va ser construïda el 1923 per l'arquitecte modernista Josep Maria Jujol i Gibert per un encàrrec de 1917 dels veïns del mateix poble amb la finalitat que el nucli de Vistabella disposés d'església parroquial pròpia. L'obra va ser construïda pels mateixos habitants del poble i es va inaugurar l'any 1923. Les pintures de l'absis varen ser destruïdes durant la Guerra Civil Espanyola i tornades a pintar per la filla de Jujol.

## Arquitectura
Va ser projectada i construïda com una única nau de planta quadrada centrada en l'eix diagonal est-oest on s'ubica a un extrem l'altar i en l'altre, el porxo d'entrada. Els murs són de maçoneria de pedra coberta amb volta catalana suportada per una creueria de dos arcs parabòlics de maó de gran alçada que es recolzen en els murs exteriors i en una estructura de pilars també d'obra. Aquesta estructura central es complementa amb les voltes secundàries perimetrals.
Jujol no es va limitar a projectar l'arquitectura i l'estructura de l'edifici sinó que, amb els seus coneixements com a professor de l'Escola d'Arts i Oficis, va dissenyar la totalitat dels elements decoratius i de mobiliari, com les pintures, portes, baranes, làmpades, reixes, canelobres, etc.

## Estat de conservació
L'església està fortament afectada per un problema d'humitats. El 2009, quan es va reurbanitzar la plaça que envolta l'església, van incrementar el nombre de filtracions d'aigua al mur, tot afectant greument les pintures murals, realitzades al tremp sobre estuc de guix.
| «           | L'estuc s'està bufant, fa molta angúnia veure-ho. Jujol era un pintoràs. Són uns treballs molt directes, molt lligats a l'entorn. Impliquen molt l'espectador, sembla que cobrin vida quan els mires. I si no es mimem, Jujol se'n va i queda una cosa kitsch | » |
| — Perejaume | |   |

El febrer de 2013 es va fer públic que els serveis territorials de la Generalitat de Catalunya han redactat una proposta d'intervenció que consisteix a intervenir el subsòl de la plaça, tot fent una separació de 40 cm entre l'església i el seu entorn, per evitar les filtracions. Aquesta separació s'hauria de cobrir amb una nova pavimentació.